# Buteogallus lacernulatus
La poiana collobianco (Buteogallus lacernulatus (Temminck, 1827)) è un uccello della famiglia Accipitridae, endemico del Brasile.

## Conservazione
La IUCN Red List classifica Buteogallus lacernulatus come specie vulnerabile (Vulnerable).